# Richard Filz
Richard Filz (* 15. Juli 1967 in Wiener Neustadt) ist ein österreichischer Komponist, Musiker, Schlagzeuger, Musiklehrer und Autor.

## Leben
Richard Filz studierte Drum Set & Latin Percussion an der Universität für Musik und darstellende Kunst Wien bei Fritz Ozmec und am Konservatorium der Stadt Wien bei Walter Grassmann und machte 1991 das Diplom für Jazzschlagzeug mit Auszeichnung. Im Jahre 2008 schloss er des Jazz Schlagzeug Masterstudiums an der Konservatorium Wien Privatuniversität mit dem Master of Arts ab. Ab 1997 lehrt Filz am Joseph-Haydn-Konservatorium des Landes Burgenland und erhielt Lehraufträge an den Musikuniversitäten in Wien, Graz und Salzburg. 2012 promoviert er an der Universität für Musik und darstellende Kunst Wien mit Rhythm Coaching – Aspekte, Methoden, Vergleich.
Seit 2002 spielte Filz gemeinsam mit Jon Sass und Richard Graf im Trio. Er war langjähriges Mitglied des Austrian Jazzorchester unter Leitung von Erich Kleinschuster und arbeitete weiterhin mit Threeo feat. Rick Margitza, Bob Berg, Bob Mintzer, Kei Akagi, David Hasselhoff, Viktor Gernot, Sigi Finkel, Joseph Bowie, Christina Zurbrügg und der Lester Bowie Austrian Brass Fantasy.

## Auszeichnungen
- 2003 Niederösterreichischer Kulturpreis
- 2006 Kulturpreis der Stadt Wiener Neustadt für Musik

## Diskographische Hinweise
- Macheiner/Barnert/Filz New Aspects of Cutting Wood (1999)
- Richard Filz Geräuschkünstler: Kraut & Rüben (1999)
- Richard Filz Geräuschkünstler: Das Küchentrommelkonzert (2001)
- Rhythm Xing: Resperanto (2009, mit Fernando Paiva, Mamadou Diabate, Gerhard Reiter, Xu Ping, Milagros Pinera sowie Thomas Mair, Misch Krausz)

## Publikationen
Unterrichtsbücher
- Rhythm, sound & colour. 5 easy originals for percussion ensemble. Peer-Musikverlag, Hamburg 1996.
- Rhythm coach. level 1. Rhythmisch fit mit Clap-, Stomp- und Sing-alongs. Für alle Instrumentalisten, Sänger und Tänzer. Musikdruck mit CD und Beilage, Universal-Edition, Wien 2004, ISBN 3-7024-2484-9.
- Rhythm coach. Rhythm workouts for instrumentalists, singers, dancers. level one. Musikdruck mit CD und Beilage, Universal-Edition, Wien 2004, ISBN 3-7024-2897-6.
- Rap rhythm and rhyme. Vocal percussion in der Klasse. Musikdruck mit CD und Beilage, Universal-Edition, Wien 2006, ISBN 978-3-7024-3149-5.
- mit Ulrich Moritz: Magic groove box. Die Cajon in Spielgruppe und Klasse. Trommelspiele, Basis-Rhythmen und Songbegleitung, Spiel- und Performance-Stücke. Musikdruck mit CD mit Audio- und Videoaufnahmen, Helbling, Rum Esslingen 2010, ISBN 978-3-86227-067-5.
- Body percussion. sounds and rhythms. Das umfassende Trainingsprogramm. basics, warm-ups, sounds. grooves, fills, songs. body, percussion, solo, group. Musikdruck und DVD, Alfred Publishing, Köln 2011, ISBN 978-3-933136-87-9.
- Trommeln mit Kids. Rhythmus- und Trommelspiele für 5- bis 10-Jährige. Musikdruck mit DVD, RhythmOne, Katzelsdorf 2014, ISBN 978-3-9503833-0-0
- mit Richard Graf: Kompositionen im Stile traditioneller Volksmusik aus Cuba. Compositions en style de musique populaire traditionelle de Cuba. Bolero. Son montuno. Cha cha. Mambo. Rumba. Musikdruck und CD, Universal-Edition, Wien 2000.
- Beam me up! Für vier Stimmen oder Chor a cappella. Musikdruck, Universal-Edition, Wien 2009, ISBN 978-3-7024-6681-7.
- Airdrummers of Tombalesi. Für vier Stimmen oder Chor a cappella. Musikdruck, Universal-Edition, Wien 2009, ISBN 978-3-7024-6680-0.
- Rushhour in Rio. vocal percussion-samba. Für vier Stimmen oder Chor a cappella. Musikdruck, Universal-Edition, Wien 2010, ISBN 978-3-7024-6783-8.
- Monsun. Für vier Stimmen oder Chor a cappella. Musikdruck, Universal-Edition, Wien 2010, ISBN 978-3-7024-6782-1.